# CHARCOAL FILTER (アルバム)
『CHARCOAL FILTER』（チャコール・フィルター）は、日本のロックバンド、CHARCOAL FILTERの6枚目のアルバム。

## 概要
- 約1年振りのアルバム。フルアルバムとしては『PANIC POP』以来約3年振り。
- ジャケットは大塚雄三が数十本の煙草を咥えており、それが「CHARCOAL FILTER」と文字が作られている。
- 本作収録の楽曲は、2003年に大塚雄三がポリープを患った後にレコーディングされた為、声質が以前と異なっている。
- シングル「卒業」以来、アレンジとプロデュースを手掛けてきた亀田誠治最後のプロデュース作品。また、ワーナーミュージック・ジャパン最後のリリース作品。

## 収録曲
1. Party On!
  - このアルバムの中では唯一の安井作曲作。
2. 浮き世の花
  - サビが英語になっている。
3. one Days
  - 13thシングル曲。今作唯一のシングル曲。
4. Cage
5. パノラマ
6. コケトラタイ
  - インスト。この曲のタイトルはNACK5の番組The Nutty Radio Show 鬼玉に大塚が出演した際、「絶対売れる曲のタイトル」というお題を募集し、選ばれたもの。その時のタイトルは漢字表記で「苔と裸体」だった。
7. Lover Lover
8. Radio Motown
9. 夢のそばにある世界で
10. スカッシュ
11. さよなら僕は
12. GROOVIN' SUNRISE
  - 作詞は小名川と安井の共作。小名川が作詞を手掛けたのはPANIC POPに収録されている「Bring Out」以来となる。また演奏時間はCHARCOAL FILTERの曲の中では最長である。
13. Morning Glow
14. プカプカ

## クレジット
- 作詞：安井佑輝（#1, #12）　大塚雄三（#1～5, 7～11, 13, 14） 小名川高弘（#12）
- 作曲：安井佑輝（#1）　小名川高弘（#2, 3, 5, 7～9, 13）　CHARCOAL FILTER（#4, 6, 10, 11, 14）
- 編曲：亀田誠治 & CHARCOAL FILTER（全曲）